# Florence Malone
Florence Malone (8 de outubro de 1891 - 4 de março de 1956) foi uma atriz de teatro e cinema estadunidense da era do cinema mudo, que atuou em várias peças entre 1907 e 1920, muitas delas na Broadway, e em 6 filmes entre 1915 e 1920.

## Biografia
Inicialmente queria ser pintora, e chegou a estudar pintura em Nova Iorque. Uma amiga lhe falou sobre um teste para cantora na companhia teatral de Andrew Macks, e a convidou também. Um dos agentes se interessou por ela e foi aceita quase imediatamente, aos 16 anos, sendo logo engajada na peça The Minister’s Daughter. Depois fpoi para São Francisco, ao lado de Leslie Carter, com quem atuou em Vasta Herne, no ano de 1910. James Forbes também se interessou por ela, e assim atuou em The Commuters, em 1912. Na Broadway, fez as peças Respect for Riches, em 1920, no papel de Muriel, e The Masquerader, em 1917, no papel de Lady Lillian Astrupp.
No cinema, malone atuou em poucos filmes, estreando com The Master Hand, em 1915, pela Premo Feature Film Corporation, e em 1916 fez o seriado The Yellow Menace, pela Serial Film Corporation. Seu último filme foi The Strongest, em 1920.
Um acidente ocorrido por volta de 1925-1926, que marcou seu rosto a forçou a abandonar a atuação, e mais tarde atuou em Programas de Rádio pela NBC.

## Filmografia
- The Master Hand (1915)
- The Suburban (1915)
- The Yellow Menace (1916)
- The Sea Waif (1918)
- The Battler (1919)
- The Strongest (1920)

## Peças
- The Minister’s Daughter (1907)[8]
- Vasta Herne (1910)
- The Commuters (1912),[9][10] ao lado de Harry Davenport (1866-1949)
- The Talker (1912)[11]
- The Silver Wedding (1913)[12][13]
- Under Cover (1915)[14][15][16]
- The Masquerader (1917)
- Respect for Riches (1920)
- The Ladder (?)[17]